# Phragmatobia rosina
Phragmatobia rosina là một loài bướm đêm thuộc phân họ Arctiinae, họ Erebidae.